# Escrita ístmica

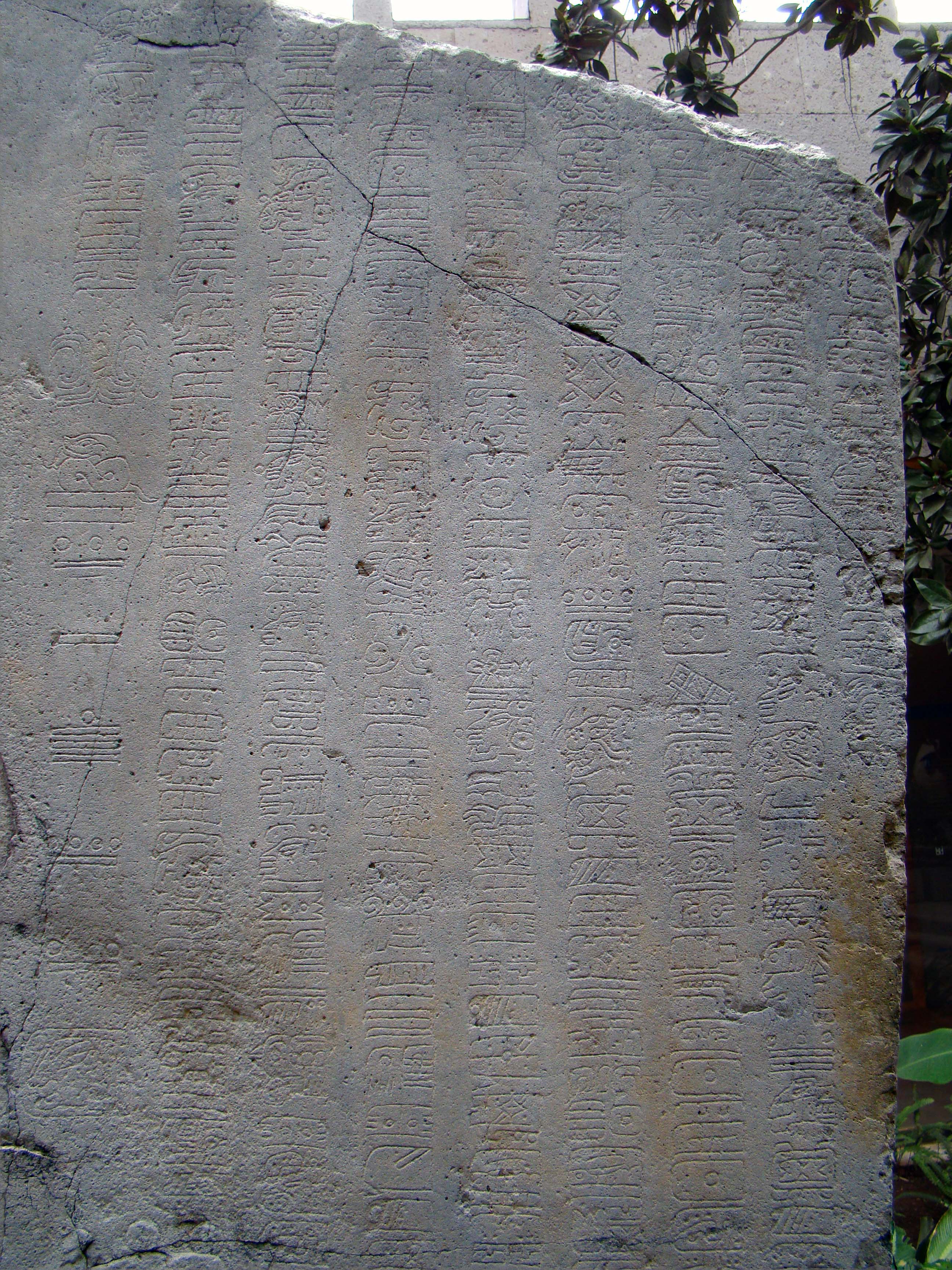
Detalhe mostrando colunas de glifos da Estela 1 de La Mojarra. As colunas da direita estão escritas com glifos ístmicos. A coluna da esquerda é a data na contagem longa 8.5.16.9.9 ou 156 d.C.

A escrita ístmica é um sistema de escrita mesoamericano muito antigo, utilizado na região do istmo de Tehuantepec desde talvez 500 a.C. até 500 d.C., embora haja desacordo quanto a estas datas. É também designada como escrita de La Mojarra e escrita epiolmeca.
A escrita ístmica é estruturalmente semelhante à posterior escrita maia, e tal como esta utiliza um conjunto de caracteres para representar logogramas e um outro conjunto para representar sílabas.

## Textos recuperados
Os quatro textos ístmicos mais extensos são os encontrados nos seguintes artefactos:
- A estela 1 de La Mojarra.
- A estatueta de Tuxtla.
- A estela C de Tres Zapotes.
- Uma máscara de estilo teotihuacano (descoberta por Coe e Houston; veja aqui uma imagem desta máscara.)

Outros textos incluem:
- Alguns glifos ístmicos em quatro estelas muito estragadas (5, 6, 8 e provavelmente 15) de Cerro de las Mesas.
- Aproximadamente 23 glifos na "máscara O'Boyle", um artefacto de barro duma colecção privada, de proveniência desconhecida.
- Um pequeno número de glifos num fragmento de cerâmica de Chiapa de Corzo. A este fragmento foi atribuída a data mais antiga entre todos os artefactos com escrita ístmica: 450 a 300 a.C.[2]

## Decifração
Num texto publicado em 1993, Justeson e Kaufman propuseram uma decifração parcial do texto ístmico encontrado na estela de La Mojarra, afirmando que a lígua representada era um membro da família linguística mixe-zoqueana. Em 1997, os mesmo epigrafistas publicaram um segundo texto sobre a escrita epiolmeca, no qual afirmavam que uma secção de texto recentemente descoberta na estela, havia sido prontamente decifrada utilizando o sistema de decifração que eles haviam estabelecido anteriormente para a porção maior de texto.
No entanto, no ano seguinte, a sua interpretação do texto de La Mojarra foi disputada por Stephen Houston e Michael D. Coe, que haviam tentado sem sucesso aplicar o sistema de decifração de Justeson e Kaufman ao texto ístmico encontrado na face interior de uma máscara de estilo teotihuacano até então desconhecida (duma colecção privada, e de proveniência desconhecida). Este assunto continua a ser objecto de debate.